# Lee So-yeon (actrice)
Lee So-yeon née le 16 avril 1982, est une actrice sud-coréenne.

## Biographie
Lee So-yeon s'est fait remarquer pour la première fois dans le film d'époque Untold Scandal, jouant le rôle de Cécile dans l'adaptation coréenne de 2003 de Les Liaisons dangereuses. Depuis, elle a joué des méchants dans plusieurs drames télévisés, à savoir Super Rookie, Spring Waltz, Temptation of an Angel, et dans sa plus médiatisée à ce jour, la célèbre Femme fatale Jang Hui-bin de l'histoire coréenne dans Dong Yi. Apparemment victime de typecasting à la télévision, Lee a finalement obtenu son premier rôle principal dans la comédie romantique Pourquoi êtes-vous venu chez nous? (également connu sous le nom de Recherché:gendre). Des plats plus légers ont suivi avec My Life's Golden Age (sur une famille de frères et sœurs) et My Love By My Side dans lequel elle a joué une mère célibataire joyeuse. En 2012, elle est revenue aux drames d'époque en tant que gisaeng dans Dr. Jin, suivi des drames quotidiens contemporains The Birth of a Family et Ruby Ring.
Lee compte pansori et danse jazz parmi ses passe-temps. En 2007, elle a été choisie pour être l'ambassadrice du festival international de musique et de cinéma de Jecheon. En juin 2022, Lee a lancé sa chaîne YouTube personnelle appelée 'Lee So-yeon So So TV.

## Vie personnelle
Lee a épousé un TI entrepreneur le 12 septembre 2015,,. En mai 2018, il a été signalé que le couple divorçait.